# Torneo Apertura 2021 Liga Prom
El Torneo Apertura 2021 Liga Prom (por motivos de patrocinio llamado Torneo Apertura 2021 Liga Prom Tigo) fue la primera edición de la era Liga Prom siendo el inicio de la temporada 2021 de la Segunda División de Panamá. Dio inicio el 19 de febrero de 2021 con el San Francisco FC II versus Águilas de la UP, en el que fue el primer partido de la historia de la competición y finalizó el 6 de junio de 2021.
En esta temporada todos los equipos jugaron como debutantes en la competición, de los cuales doce (12) fueron clubes independientes y los doce (12) restantes fueron equipos filiales. 
El primer campeón de la competición fue el Alianza F. C. II, luego de vencer al Mario Méndez F. C. en la gran final.

## Novedades
- Se aumentó la cantidad de equipos a 24 clubes.

## Sistema de competición
El torneo de la Liga Prom Tigo Apertura 2021, está conformado en dos partes:
- Fase de calificación: Se integra por dos conferencias, divididas en dos zonas (norte y sur) y desarrollada por 10 jornadas respectivamente dentro de su grupo.
- Fase final: Se integra por los partidos de cuartos de final, semifinales y la gran final.

### Fase de clasificación
En la fase de clasificación se observó el sistema de puntos. La ubicación en la tabla general está sujeta a lo siguiente:
- Por juego ganado se obtendrán tres puntos.
- Por juego empatado se obtendrá un punto.
- Por juego perdido no se otorgan puntos.

En esta fase participan los 24 clubes de la Liga Prom jugando en dos grupos llamadas conferencias durante las 10 jornadas respectivas.

### Fase final
En la fase final se observa el sistema de eliminación directa. Los 8 (ocho) mejores clubes ubicados en la tabla de posiciones avanzan a esta ronda, disputada de la siguiente manera. 
- Conferencia Oeste/Este:

Cuartos de final:
Llave N°1: 1°A (Zona norte) vs. 2°B (Zona sur)
Llave N°2: 2°A (Zona sur) vs. 1°B (Zona norte)
Semifinales:
Ganador Llave N°1 vs. Ganador Llave N°2
Gran Final:
Ganador Semifinales Conferencia Oeste vs. Ganador Semifinales Conferencia Este

## Información de los equipos
| Equipo                      | Entrenador              | Procedencia     | Ciudad                         | Estadio                    | Capacidad |
| --------------------------- | ----------------------- | --------------- | ------------------------------ | -------------------------- | --------- |
| Águilas UP                  | David Acosta            | Distritorial    | Ciudad de Panamá, Panamá       | Luis 'Cascarita' Tapia (*) | 900       |
| Panamá City FC              | Pablo Falquez           | Liga 10         | Ciudad de Panamá, Panamá       | Eagle Stadium              | 300       |
| Alianza U-20                | José Soriano            | Filial LPF      | Juan Díaz, Panamá              | Luis 'Cascarita' Tapia     | 900       |
| Árabe Unido U-20            | Julio Medina            | Filial LPF      | Colón, Colón                   | Armando Dely Valdés        | 1 121     |
| Atlético Chiriquí U-20      | Jonathan Parra          | Filial LPF      | David, Chiriquí                | San Cristóbal              | 2 890     |
| Atlético Nacional           | Gustavo Ávila           | Liga de Ascenso | Juan Díaz, Panamá              | Maracaná (*)               | 5 500     |
| Centenario                  | Javier Miller           | Liga de Ascenso | Colón, Colón                   | Armando Dely Valdés        | 1 121     |
| Colón C-3                   | Carlos Miranda          | Liga de Ascenso | Colón, Colón                   | Armando Dely Valdés        | 1 121     |
| Champions Academy           | Ausberto Valencia       | Liga de Ascenso | Colón, Colón                   | Armando Dely Valdés        | 1 121     |
| CD del Este U-20            | Rubén Chávez            | Filial LPF      | Pacora, Panamá                 | Maracaná                   | 5 500     |
| Herrera U-20                | Hugo Domínguez          | Filial LPF      | Chitré, Herrera                | Los Milagros               | 1 000     |
| Independiente U-20          | Franklin Narvaez        | Filial LPF      | La Chorrera, Panamá Oeste      | Agustín 'Muquita' Sánchez  | 3 000     |
| Mario Méndez                | Mario Méndez            | Copa Rommel     | David, Chiriquí                | San Cristóbal              | 2 890     |
| Plaza Amador U-20           | Javier Grimaldo         | Filial LPF      | El Chorrillo, Panamá           | Maracaná                   | 5 500     |
| Panamá Oeste                | Andrés Corbillon        | Liga de Ascenso | Capira, Panamá Oeste           | Agustín 'Muquita' Sánchez  | 3 000     |
| San Martín                  | Alejandro M. Quezada R. | Liga de Ascenso | San Martín, Panamá             | Luis 'Cascarita' Tapia     | 900       |
| San Francisco U-20          | Luis Ureña              | Filial LPF      | La Chorrera, Panamá Oeste      | Agustín 'Muquita' Sánchez  | 3 000     |
| Sporting San Miguelito U-20 | Jorge Santos            | Filial LPF      | San Miguelito, Panamá          | Javier Cruz (*)            | 700       |
| Tauro U-20                  | Javier Ainstein         | Filial LPF      | Pedregal, Panamá               | Javier Cruz (*)            | 700       |
| UDELAS FC                   | Jayro Benavides         | Distritorial    | San Miguelito, Panamá          | CAI Sport Center           | 500       |
| UMECIT FC                   | Fredy Romero            | Copa Rommel     | San Miguelito, Panamá          | Umecit                     | 300       |
| Unión Coclé                 | Jorge González          | Liga de Ascenso | Penonomé, Coclé                | Virgilio Tejeira           | 900       |
| Universitario U-20          | Mike Stump              | Filial LPF      | Penonomé, Coclé                | Virgilio Tejeira (*)       | 900       |
| Veraguas U-20               | Anthony Torres          | Filial LPF      | Santiago de Veraguas, Veraguas | Complejo de Atalaya        | 700       |

- Nota: (*) Estos estadios fueron utilizados temporalmente por estos equipos.

## Conferencia Este

### Clasificación

#### Zona Norte
| Pos. | Equipo                    | Pts. | PJ | G | E | P  | GF | GC | Dif. | Notas                                  |
| ---- | ------------------------- | ---- | -- | - | - | -- | -- | -- | ---- | -------------------------------------- |
| 1    | UMECIT F. C.              | 26   | 16 | 8 | 2 | 6  | 21 | 18 | +3   | Acceso directo a los cuartos de final. |
| 2    | Sporting San Miguelito II | 23   | 16 | 6 | 5 | 5  | 20 | 17 | +3   | Acceso directo a los cuartos de final. |
| 3    | C. D. Centenario          | 21   | 16 | 6 | 3 | 7  | 30 | 30 | 0    |                                        |
| 4    | C. D. Árabe Unido II      | 20   | 16 | 5 | 5 | 6  | 18 | 17 | +1   |                                        |
| 5    | Champions FC Academy      | 14   | 16 | 4 | 2 | 10 | 22 | 30 | −8   |                                        |
| 6    | Colón C-3 F. C.           | 11   | 16 | 3 | 2 | 11 | 14 | 33 | −19  | Último lugar.                          |

 Fuente: Liga Prom, Soccerway.

#### Zona Sur
| Pos. | Equipo                | Pts. | PJ | G  | E | P  | GF | GC | Dif. | Notas                                  |
| ---- | --------------------- | ---- | -- | -- | - | -- | -- | -- | ---- | -------------------------------------- |
| 1    | C. D. Plaza Amador II | 37   | 16 | 12 | 1 | 3  | 40 | 16 | +24  | Acceso directo a los cuartos de final. |
| 2    | Alianza F. C. II      | 31   | 16 | 9  | 4 | 3  | 34 | 22 | +12  | Acceso directo a los cuartos de final. |
| 3    | Tauro F. C. II        | 28   | 16 | 8  | 4 | 4  | 27 | 16 | +11  |                                        |
| 4    | Deportivo del Este II | 25   | 16 | 7  | 4 | 5  | 27 | 23 | +4   |                                        |
| 5    | San Martín F. C.      | 21   | 16 | 6  | 3 | 7  | 22 | 29 | −7   |                                        |
| 6    | Panamá City F. C.     | 12   | 16 | 3  | 3 | 10 | 13 | 36 | −23  | Último lugar.                          |

 Fuente: Liga Prom, Soccerway.

## Conferencia Oeste

### Clasificación

#### Zona Norte
| Pos. | Equipo               | Pts. | PJ | G | E | P  | GF | GC | Dif. | Notas                                  |
| ---- | -------------------- | ---- | -- | - | - | -- | -- | -- | ---- | -------------------------------------- |
| 1    | Mario Méndez F. C.   | 30   | 16 | 9 | 3 | 4  | 21 | 15 | +6   | Acceso directo a los cuartos de final. |
| 2    | Atletico Chiriqui II | 27   | 16 | 7 | 6 | 3  | 26 | 16 | +10  | Acceso directo a los cuartos de final. |
| 3    | Universidad Latina   | 23   | 16 | 6 | 5 | 5  | 18 | 20 | −2   |                                        |
| 4    | Unión Coclé F. C.    | 20   | 16 | 5 | 5 | 6  | 20 | 16 | +4   |                                        |
| 5    | Herrera F. C. II     | 12   | 16 | 2 | 6 | 8  | 9  | 20 | −11  |                                        |
| 6    | Veraguas C. D. II    | 6    | 16 | 1 | 3 | 12 | 11 | 20 | −9   | Último lugar.                          |

 Fuente: Liga Prom, Soccerway.

#### Zona Sur
| Pos. | Equipo                  | Pts. | PJ | G  | E | P | GF | GC | Dif. | Notas                                  |
| ---- | ----------------------- | ---- | -- | -- | - | - | -- | -- | ---- | -------------------------------------- |
| 1    | S. D. Atlético Nacional | 34   | 16 | 10 | 4 | 2 | 24 | 14 | +10  | Acceso directo a los cuartos de final. |
| 2    | C. A. Independiente II  | 33   | 16 | 10 | 3 | 3 | 26 | 13 | +13  | Acceso directo a los cuartos de final. |
| 3    | S. D. Panamá Oeste      | 27   | 16 | 8  | 3 | 5 | 21 | 12 | +9   |                                        |
| 4    | UDELAS F. C.            | 19   | 16 | 6  | 1 | 9 | 24 | 19 | +5   |                                        |
| 5    | Universidad de Panamá   | 19   | 16 | 5  | 4 | 7 | 10 | 17 | −7   |                                        |
| 6    | San Francisco F. C. II  | 15   | 16 | 4  | 3 | 9 | 22 | 30 | −8   | Último lugar.                          |

 Fuente: Liga Prom, Soccerway.

## Fase Final
|  | Semifinales de conferencia                         | Semifinales de conferencia                         | Semifinales de conferencia                         | Semifinales de conferencia                         | Semifinales de conferencia                         |   |        | Finales de conferencia  | Finales de conferencia  | Finales de conferencia  |  |        | Gran Final Apertura | Gran Final Apertura | Gran Final Apertura |  |
|  | 14, 15 y 21 de mayo (Ida) 22 y 25 de mayo (Vuelta) | 14, 15 y 21 de mayo (Ida) 22 y 25 de mayo (Vuelta) | 14, 15 y 21 de mayo (Ida) 22 y 25 de mayo (Vuelta) | 14, 15 y 21 de mayo (Ida) 22 y 25 de mayo (Vuelta) | 14, 15 y 21 de mayo (Ida) 22 y 25 de mayo (Vuelta) |   |        | 28 y 30 de mayo de 2021 | 28 y 30 de mayo de 2021 | 28 y 30 de mayo de 2021 |  |        | 6 de junio de 2021  | 6 de junio de 2021  | 6 de junio de 2021  |  |
|  |                                                    |                                                    |                                                    |                                                    |                                                    |   |        |                         |                         |                         |  |        |                     |                     |                     |  |
|  |                                                    |                                                    |                                                    |                                                    |                                                    |   |        |                         |                         |                         |  |        |                     |                     |                     |  |
|  | 1°N(E)                                             | UMECIT FC                                          | 0                                                  | 3                                                  | 3                                                  |   |        |                         |                         |                         |  |        |                     |                     |                     |  |
|  | 1°N(E)                                             | UMECIT FC                                          | 0                                                  | 3                                                  | 3                                                  |   |        |                         |                         |                         |  |        |                     |                     |                     |  |
|  | 2°S(E)                                             | Alianza FC II                                      | 2                                                  | 2                                                  | 4                                                  |   |        |                         |                         |                         |  |        |                     |                     |                     |  |
|  | 2°S(E)                                             | Alianza FC II                                      | 2                                                  | 2                                                  | 4                                                  |   | 2°S(E) | Alianza FC II (p.)      | 1 (5)                   |                         |  |        |                     |                     |                     |  |
|  |                                                    |                                                    |                                                    |                                                    |                                                    |   | 2°S(E) | Alianza FC II (p.)      | 1 (5)                   |                         |  |        |                     |                     |                     |  |
|  |                                                    |                                                    | 1°S(E)                                             | CD Plaza Amador II                                 | 1 (4)                                              |   |        |                         |                         |                         |  |        |                     |                     |                     |  |
|  | 1°S(E)                                             | CD Plaza Amador II                                 | 1°S(E)                                             | CD Plaza Amador II                                 | 1 (4)                                              | 0 | 3      | 3                       |                         |                         |  |        |                     |                     |                     |  |
|  | 1°S(E)                                             | CD Plaza Amador II                                 |                                                    |                                                    |                                                    |   |        | 3                       |                         |                         |  |        |                     |                     |                     |  |
|  | 2°N(E)                                             | Sporting SM II                                     | 1                                                  | 0                                                  | 1                                                  |   |        |                         |                         |                         |  |        |                     |                     |                     |  |
|  | 2°N(E)                                             | Sporting SM II                                     | 1                                                  | 0                                                  | 1                                                  |   |        |                         |                         |                         |  | 2°S(E) | Alianza FC II       | 2                   |                     |  |
|  |                                                    |                                                    |                                                    |                                                    |                                                    |   |        |                         |                         |                         |  | 2°S(E) | Alianza FC II       | 2                   |                     |  |
|  |                                                    |                                                    | 1°S(O)                                             | Mario Méndez FC                                    | 1                                                  |   |        |                         |                         |                         |  |        |                     |                     |                     |  |
|  | 1°N(O)                                             | Mario Méndez FC (p.)                               | 1°S(O)                                             | Mario Méndez FC                                    | 1                                                  | 0 | 1      | 1 (7)                   |                         |                         |  |        |                     |                     |                     |  |
|  | 1°N(O)                                             | Mario Méndez FC (p.)                               |                                                    |                                                    |                                                    |   |        | 1 (7)                   |                         |                         |  |        |                     |                     |                     |  |
|  | 2°S(O)                                             | CA Independiente II                                | 0                                                  | 1                                                  | 1 (6)                                              |   |        |                         |                         |                         |  |        |                     |                     |                     |  |
|  | 2°S(O)                                             | CA Independiente II                                | 0                                                  | 1                                                  | 1 (6)                                              |   | 1°N(O) | Mario Méndez FC (p.)    | 2 (5)                   |                         |  |        |                     |                     |                     |  |
|  |                                                    |                                                    |                                                    |                                                    |                                                    |   | 1°N(O) | Mario Méndez FC (p.)    | 2 (5)                   |                         |  |        |                     |                     |                     |  |
|  |                                                    |                                                    | 1°S(O)                                             | SD Atlético Nacional                               | 2 (4)                                              |   |        |                         |                         |                         |  |        |                     |                     |                     |  |
|  | 1°S(O)                                             | SD Atlético Nacional                               | 1°S(O)                                             | SD Atlético Nacional                               | 2 (4)                                              | 4 | 5      | 9                       |                         |                         |  |        |                     |                     |                     |  |
|  | 1°S(O)                                             | SD Atlético Nacional                               |                                                    |                                                    |                                                    |   |        | 9                       |                         |                         |  |        |                     |                     |                     |  |
|  | 2°N(O)                                             | Atlético Chiriquí II                               | 0                                                  | 1                                                  | 1                                                  |   |        |                         |                         |                         |  |        |                     |                     |                     |  |
|  | 2°N(O)                                             | Atlético Chiriquí II                               | 0                                                  | 1                                                  | 1                                                  |   |        |                         |                         |                         |  |        |                     |                     |                     |  |
|  |                                                    |                                                    |                                                    |                                                    |                                                    |   |        |                         |                         |                         |  |        |                     |                     |                     |  |

### Semifinales de Conferencia

#### Conferencia Oeste

##### S. D. Atlético Nacional - Atlético Chiriquí II
| Ida; 21 de mayo de 2021, 16:00 | Atlético Chiriquí II | 0:4 | SD Atlético Nacional                                            | Estadio San Cristóbal, David |             |
|                                |                      |     | Jonathan Nishbeth 23' 35' · Ángel Caicedo 68' · Johanan Sánchez | Árbitro(s):                  | Árbitro(s): |

| Vuelta; 25 de mayo de 2021, 18:00 | SD Atlético Nacional                         | 5:1 (Global 9:1) | Atlético Chiriquí II | Estadio Maracaná, Panamá |             |
|                                   | Ángel Caicedo · Joel Barría · Kevin Berkeley |                  | Zabdiel Vega         | Árbitro(s):              | Árbitro(s): |

##### Mario Méndez F. C. - C. A. Independiente II
| Ida; 14 de mayo de 2021, 19:00 | Independiente II | 0:0 | Mario Méndez FC | Estadio Muquita Sánchez, Chorrera |  |
|                                |                  |     |                 | Árbitro(s):                       |  |

| Vuelta; 22 de mayo de 2021, 16:00                             | Mario Méndez FC | 1:1 (t. s.)(7-6 p.)(Global 1:1) | Independiente II | Estadio San Cristóbal, David |             |
|                                                               | Justin Ortiz 62' |                                 | Kahiser Lenis 13' | Árbitro(s):                  | Árbitro(s): |
|                                                               | | Tiros desde el punto penal      | |                              |             |
|                                                               | Justin Ortiz · Adrián Castillo · Jeiden Adams · Luis Rodríguez · Alan González · Philips Fifth · Abdel González · Daniel Samudio |                                 | David Contreras · Kahiser Lenis · Martín Morán · Omar Davis · Luis Fills · Antonio Martínez · Diego Atencio · Jair Modelo |                              |             |
| El Club Mario Méndez gana 7-6 en Penales. Global igualado 1-1 | |                                 | |                              |             |

#### Conferencia Este

##### C. D. Plaza Amador II - Sporting San Miguelito II
| Ida; 15 de mayo de 2021, 17:00 | Sporting SM II      | 1:0 | Plaza Amador II | Estadio Javier Cruz, Panamá |             |
|                                | Joseph Valencia 23' |     |                 | Árbitro(s):                 | Árbitro(s): |

| Vuelta; 22 de mayo de 2021, 18:00                     | Plaza Amador II                                                | 3:0 (t. s.)(Global 3:1) | Sporting SM II | Estadio Maracaná, Panamá |             |
|                                                       | Rafael Mosquera 18' · Jeremy Pinzón 96' · Emanuel Vásquez 112' |                         |                | Árbitro(s):              | Árbitro(s): |
| El CD Plaza Amador II gana 3-1 en el marcador global. |                                                                |                         |                |                          |             |

##### Umecit F. C. - Alianza F. C. II
| Ida; 14 de mayo de 2021, 18:00 | Alianza II                          | 2:0 | UMECIT F.C. | Estadio Javier Cruz, Panamá |             |
|                                | Johnjairo Alvarado · Heuyín Guardia |     |             | Árbitro(s):                 | Árbitro(s): |

| Vuelta; 22 de mayo de 2021, 15:00    | UMECIT F.C.                                             | 3:2 (Global 3:4) | Alianza II                              | Estadio UMECIT, Panamá |             |
|                                      | Rolando Gumbs 55' · Edgar Alfaro 77' · Mauro Cedeño 80' |                  | Jahir Alvarado 53' · Moisés Bonilla 94' | Árbitro(s):            | Árbitro(s): |
| Alianza FC II gana 4-3 en el global. |                                                         |                  |                                         |                        |             |

### Finales de Conferencia

#### Conferencia Oeste

##### S. D. Atlético Nacional - Mario Méndez F. C.
| Final; 28 de mayo de 2021, 19:00 | SD Atlético Nacional                                                             | 2:2 (t. s.)(4:5 p.)        | Mario Méndez FC                                                                                  | Estadio Maracaná, Panamá |                          |
|                                  | 25' Joel Barría · 90' Josué Velarde                                              |                            | 63' Alan González · 74' José Santos                                                              | Árbitro(s): Jafeth Perea | Árbitro(s): Jafeth Perea |
|                                  |                                                                                  | Tiros desde el punto penal |                                                                                                  |                          |                          |
|                                  | Ángel Caicedo · Josué Velarde · Joanan Sánchez · Fariña · Herrera · Luis Sánchez |                            | Juan Echeverri · Adrián Castillo · Philips Fifth · César Castillo · Alan González · Justin Ortiz |                          |                          |

#### Conferencia Este

##### C. D. Plaza Amador - Alianza F. C. II
| Final; 30 de mayo de 2021, 17:00 | Plaza Amador II                                                                | 1:1 (t. s.)(4:5 p.)        | Alianza II                                                        | Estadio Maracaná, Panamá   |                            |
|                                  | 68' Jesús West                                                                 |                            | 85' John Asprilla                                                 | Árbitro(s): Fernando Morón | Árbitro(s): Fernando Morón |
|                                  |                                                                                | Tiros desde el punto penal |                                                                   |                            |                            |
|                                  | Jesús West · Omar Alba Valencia · Dereck Brisello · Irvin Hurtado · Anel Rojas |                            | Valencia · Fren · Eduardo Anderson · Heuyin Guardia · David Checa |                            |                            |

### Gran Final

#### Alianza F. C. II - Mario Méndez F. C.
| 6 de junio de 2021, 16:00 | Alianza "B"          | 2:1 | Mario Méndez FC    | Estadio Maracaná, Panamá |             |
|                           | Ansony Frías 32' 50' |     | Jean Montenegro 7' | Árbitro(s):              | Árbitro(s): |

| Clasifica a la Superfinal 2021 Alianza F. C. II |

| Campeón Apertura 2021 |
| --------------------- |
|                       |
| Alianza F. C. "B"     |
| 1° Título             |

## Estadísticas

### Tabla de goleadores
Lista con los máximos goleadores de la competencia.
| Pos. | Posición | Jugador         | Equipo      | Goles |
| ---- | -------- | --------------- | ----------- | ----- |
| 1.º  |          | Omar Valencia   | Tauro FC II | 14    |
| 2.º  |          | Alberto Ramírez | UDELAS FC   | 12    |
| 3.º  |          | Yair Rentería   | UMECIT FC   | 12    |

### Once Ideal de la temporada
La Liga Panameña de Fútbol determina, a final de temporada, a través de equipo de trabajo, el once ideal de la temporada.
| POR        | DEF                                      | MED                                                                  | DEL                         |
| ---------- | ---------------------------------------- | -------------------------------------------------------------------- | --------------------------- |
| Luis Rivas | Breysi García Edgar Alfaro Jesús Delgado | Ángel Caicedo Ángel Guevera Justin Ortíz Rafael Mosquera David Checa | Yair Rentería Omar Valencia |

| Jugador         | Equipo                  |
| --------------- | ----------------------- |
| Luis Rivas      | Independiente II        |
| Breysi García   | Mario Méndez F. C.      |
| Edgar Alfaro    | Umecit F. C.            |
| Jesús Delgado   | Sporting S. M. II       |
| Ángel Caicedo   | S. D. Atlético Nacional |
| Ángel Guevara   | C. D. Plaza Amador II   |
| Justin Ortíz    | Mario Méndez F. C.      |
| Rafael Mosquera | C. D. Plaza Amador II   |
| David Checa     | Alianza F. C. II        |
| Yair Rentería   | Umecit F. C.            |
| Omar Valencia   | Tauro F. C. II          |